# ハガキ職人
ハガキ職人（ハガキしょくにん）とは、特定のラジオ番組や雑誌に優秀なネタハガキやイラスト入りのハガキを数多く投稿し、その他の番組リスナーや雑誌読者からもその名が広く知られている常連投稿者の事を指す用語である。

## 概要
「ハガキ職人」という言葉は、1981年から1990年にかけてニッポン放送で放送されたラジオ番組『ビートたけしのオールナイトニッポン』が由来とされる。最初に「ハガキ職人」を造語した、あるいは名乗った人物については諸説あり、同番組の構成作家であった高田文夫は常連投稿者だったベン村さ来（ペンネーム。のち放送作家）が「最初に使った」とする一方、同じく常連投稿者だった道上ゆきえ（ペンネーム）が自称したことから同番組内で使われ始めたとする説もある。
やがて、上記番組のスタイルを模倣した『とんねるずの二酸化マンガンクラブ』（文化放送）や『とんねるずのオールナイトニッポン』（ニッポン放送）でも用いられるようになった。
なお、近年は、ハガキよりも電子メール投稿のほうが主になっているラジオ番組が増えてきており、この場合「メール職人」、「ネタ職人」と呼称されている。

## 商標
冒頭3文字が平仮名の「はがき職人」をコナミ株式会社（現・コナミグループ株式会社）が商標として登録していたが、2007年1月31日を以って存続期間が満了し、当該商標は抹消になった。
| 称呼             | 登録番号    | 登録日                 | 出願番号       | 存続期間満了日          | 権利者         |
| ---------------- | ----------- | ---------------------- | -------------- | ----------------------- | -------------- |
| ハガキショクニン | 第3249154号 | 1997年(平成9年)1月31日 | 商願平06-66501 | 2007年(平成19年)1月31日 | コナミ株式会社 |

## ラジオにおけるハガキ職人

### ハガキ職人を輩出した主なラジオ番組
- 欽ちゃんのドンといってみよう!（ニッポン放送）
- アタックヤング（STVラジオ）
- MBSヤングタウン（MBSラジオ）
- オールナイトニッポン（ニッポン放送）
  - ビートたけしのオールナイトニッポン
  - ウッチャンナンチャンのオールナイトニッポン
  - とんねるずのオールナイトニッポン
  - ナインティナインのオールナイトニッポン：採用回数を3ヶ月ごとに集計し、上位の職人にはハガキを贈呈する。
  - ナインティナイン岡村隆史のオールナイトニッポン:上記番組と全く同じだが、1位を獲得したハガキ職人にはハガキのほかに「Iam HAGAKIMASTER」と書いてあるキャップも贈呈していた。
  - 西川貴教のオールナイトニッポン：ネタコーナーごとにポイントを設け、3ヶ月を1レースとする「ハガキ職人レース」を開催。トップ10にランクインした職人がスタジオ見学に招かれることも多々あった。
  - オードリーのオールナイトニッポン
  - 星野源のオールナイトニッポン
- 会員制ラジオ番組 うまいっしょクラブ（STVラジオ）
- スーパーギャング→UP's→JUNK（TBSラジオ）
  - 伊集院光 深夜の馬鹿力：優秀な職人が揃っているが、伊集院が職人に言及することはほとんどない。
  - コサキンDEワァオ!
  - スピードワゴンのキャラメル on the beach
  - 爆笑問題カーボーイ：2006年末よりメールNo.1グランプリ（その年活躍した職人がエントリーされて新ネタで競う）を開催。
- 誠のサイキック青年団（ABCラジオ）
- スレッドキングABC（ABCラジオ）
- 日本列島ズバリリクエスト（近畿放送：現京都放送）
- サンマルコからボンジョルノ（近畿放送：現京都放送）
- スーパーFMマガジン（TOKYO FM）
- やまだひさしのラジアンリミテッドF（TOKYO FM・JFN）

### かつてラジオのハガキ職人だった有名人
- 永六輔 - 中学生の頃に『日曜娯楽版』においてにネタを投稿する。
- 鶴間政行 - 『欽ちゃんのドンといってみよう!』に投稿。
- 有川周一 - 『コサキン』において「リスナーの神様」と称され、そのまま同番組にて構成作家デビュー。
- 楠野一郎 - 『コサキン』に投稿。
- 舘川範雄 - 『コサキン』に投稿。
- 小泉せつ子 - 『ビートたけしのオールナイトニッポン』に投稿。後に放送作家となった。
- 加地倫三 - 著書『たくらむ技術』の中で『コサキン』のハガキ職人をしていたとしている。
- 石川昭人 - 『ウッチャンナンチャンのオールナイトニッポン』に投稿。
- 平田治 - 『とんねるずのオールナイトニッポン』『U-turnのオールナイトニッポン』に投稿。
- 谷口雅人 - 『ナインティナインのオールナイトニッポン』に投稿。
- 野村正樹 - 『ナインティナインのオールナイトニッポン』に投稿。
- 細田哲也 - 『ナインティナインのオールナイトニッポン』に投稿。
- 奥田泰  - 『ナインティナインのオールナイトニッポン』に投稿。放送作家志望を公言していて、後に放送作家となった。
- 松原秀  - 『ナインティナインのオールナイトニッポン』に投稿。現在は脚本家・演出家・放送作家。2015年11月12日の「ナインティナイン岡村隆史のオールナイトニッポン」で松原がハガキ職人であった事を岡村が明かしている（ただし、ハガキ職人時代のラジオネームも松原秀のままである）。[3]
- ツチヤタカユキ -『オードリーのオールナイトニッポン』に投稿。2017年2月、自伝・『笑いのカイブツ』を出版。作家デビューを果たした。
- 松本康太（レギュラー）『京都発!吉本決死隊』等に投稿。
- 三井秀樹 - 『アニメトピア』に投稿。
- 渡辺雅史 - 『伊集院光のOh!デカナイト』に投稿。
- ポアロ（鷲崎健・伊福部崇） - 『伊集院光 深夜の馬鹿力』に投稿。伊福部は『電気グルーヴのオールナイトニッポン』にも投稿していた。
- 大村綾人 - 『伊集院光 深夜の馬鹿力』に投稿。RNは「大村彩子」。
- 瓶底めがね - 『伊集院光 深夜の馬鹿力』に投稿。RNは「AV大好き」。現在は深夜の馬鹿力の構成作家を務める。
- 大矢一登 - 『伊集院光 深夜の馬鹿力』に投稿。RNは「点と線」。瓶底めがねと同様、現在は深夜の馬鹿力の構成作家を務める。
- 野口悠介 -『爆笑問題カーボーイ』に投稿。番組内での活躍がきっかけで爆笑問題の事務所タイタン所属の放送作家に。
- “似顔絵屋の五味岡” - 『MBSヤングタウン』に投稿。最後までペンネームしか名乗らなかった正体不明のイラスト職人。
- ねづっち（Wコロン） - 『爆笑問題カーボーイ』に投稿。第2回メールNo.1グランプリ（2007年）優勝。
- 福田賢一（モグラバンク、プロダクション人力舎） - 『アンタッチャブルのシカゴマンゴ』『雨上がり決死隊べしゃりブリンッ！』『スピードワゴンのキャラメル on the beach』『エレ片のコント太郎』『くりぃむしちゅーのオールナイトニッポン』『爆笑問題カーボーイ』などに投稿。RNは「あなたの肉野菜」。
- 生田良介（ソニー・ミュージックアーティスツ） - 『知ってる？24時』『くりぃむしちゅーのオールナイトニッポン』に投稿。2013年の春ごろに上京し、現在はアルバイトをしながら構成作家見習い。
- 嘉門達夫 - 『MBSヤングタウン』に投稿。
- 古田新太 - 『とんねるずのオールナイトニッポン』に投稿。
- 星野源 - 『コサキン』『バナナマンのバナナムーンGOLD』などに投稿。
- ナンシー関 - 『ビートたけしのオールナイトニッポン』に投稿[4]。
- 春日萌花 - 『緒方恵美の銀河にほえろ!』に投稿。
- 高柳進哉 - 『西川貴教のオールナイトニッポン』などに投稿、後に放送作家となった。RNは「サービスカード高柳」。
- 燃え殻 - 『ウッチャンナンチャンのオールナイトニッポン』などに投稿、後に小説家となった[5]。
- MHRJ - 『星野源のオールナイトニッポン』に投稿。ジングルのコーナーにて活躍。
- 岡本健太 - 『ナインティナインのオールナイトニッポン』『ナインティナイン岡村隆史のオールナイトニッポン』に投稿。オールナイトニッポン50周年企画で行われた放送作家オーディションに合格し放送作家となった。RNは「希望も何もない」。
- 伊藤環 - 『ナインティナイン岡村隆史のオールナイトニッポン』に投稿、後に放送作家となった。第2期ナインティナインのオールナイトニッポンではサブ作家を担当。RNは「いとかん」。

## テレビにおけるハガキ職人
実例は少ないが、番組視聴者からのハガキ投稿によって成り立つテレビ番組も存在する。

### ハガキ職人を輩出した主なテレビ番組
- 欽ドン!シリーズ（フジテレビ）
- タモリ倶楽部（テレビ朝日） - 同番組内コーナー『空耳アワー』がそれに該当する。
- タモリのボキャブラ天国（フジテレビ）
- ラジオDEごめん（中京テレビ）
- 着信御礼!ケータイ大喜利（NHK）
- 今夜も生でさだまさし（NHK）

### かつてテレビのハガキ職人だった有名人
- 所ジョージ - 主に『明石家マンション物語』内の人気コーナー「大日本意味無し教」にハガキ職人として投稿し出演（のちにイメージテーマ曲『意味無いじゃん』（アルバム収録曲）を制作した）。

## 雑誌・新聞におけるハガキ職人

### ハガキ職人を輩出した主な雑誌・新聞
- ゲーメスト（新声社） - 読者投稿コーナー『ゲーメストアイランド』が人気を博す。特にイラスト投稿のレベルが高く、多数のプロ作家（新声社発行誌によるものを含む）が輩出している。後継誌の『月刊アルカディア』（エンターブレイン）においても『アルカディアフロンティアーズ』というタイトルで継続中。
- 週刊少年ジャンプ（集英社） - 2代目の読者投稿コーナー『ジャンプ放送局』は、ジャンプコミックスで単行本化されるほどまでに人気を博す。
- 週刊ファミ通（エンターブレイン） - この雑誌の読者投稿コーナー『ファミ通町内会』は、前身『ファミコン通信』（アスキー）が創刊された1986年に開始し、2011年現在も連載中。また、過去には『ゲーム帝国』というコーナーも掲載され、ファミ通町内会と共にコアな人気を博していた。
- 週刊SPA!（扶桑社） - 1993年から続く投稿コーナー『バカはサイレンで泣く』を連載中。ネタのレベルが高く、各業界にもその名前が知られている。
- 宝島（宝島社） - かつてこの雑誌に掲載されていた読者投稿コーナー『VOW』は、雑誌内から撤退した後も独自で出版され続けている。
- 電撃G's magazine（アスキー・メディアワークス） - 読者コーナーや挿絵募集・4コマ投稿など、美少女キャラクター系やアニメ・ゲーム系雑誌としては珍しく読者投稿に強みを持つ。
- ファンロード（ラポート→大都社→インフォレスト） - 老舗のアニメ情報誌。内容の殆どを読者投稿コーナーに費やしているという独特の紙面構成を持つ。創刊当時から80年代は男性投稿者が中心だったが、90年代中期以降は女性投稿者がほとんどを占める。同人作家に投稿者が多く、ここからプロになった者も多い。
- 漫画ブリッコ（セルフ出版→白夜書房） - ハガキ投稿者に漫画を描かせ、デビューさせたことがある。これについて、後にハガキ1枚で漫画を描かせるのは無謀ではないかとの問いに、当時の編集者だった大塚英志は「はがき1枚で実力は十分にわかるもの」と答えている。
- オリコン・ウィークリー（現オリ★スタ。オリコン・エンタテインメント） - 読者投稿コーナー『オリコン通信』があり、投稿するハガキ職人は「寄稿士」（貴公子との洒落）と呼ばれていた。
- ビックリハウス（パルコ出版） - 誌面の殆どを投稿で構成していたサブカルチャー雑誌。現在廃刊。
- ポンプ（現代新社） - 誌面全てを投稿で構成していた。現在廃刊。
- TJかがわ - (ホットカプセル→あわわ) - 創刊当初から連載されていた『笑いの文化人講座』が人気を博していた。現在は休刊。
- 朝日新聞 - 1956年、紙面の婦人欄「ひととき」に投稿常連者（投書婦人）が現れ「草の実会」を結成した[6]。

### 特に有名な現役のハガキ職人
- 三峯徹 - 成人向け漫画雑誌全般に投稿。

### かつて雑誌のハガキ職人だった有名人
（）内は、その人物が当時使用していたペンネーム。
- 新井理恵 - 『ジャンプ放送局』（くれいじぃ☆がーる）、『ファンロード』（東田正美）にそれぞれ投稿していた。
- 有馬啓太郎 - 『ファンロード』に投稿。
- 井沢ひろし（どんちゃん） - 『ジャンプ放送局』に投稿。
- 板場広志 - 『コンプティーク』に投稿。
- 井上純一（井上けうま） - 『コンプティーク』に投稿
- ウディ・アレン - 『ニューヨーク・デイリー・ミラー』、『ニューヨーク・ポスト』に投稿。
- 大槻ケンヂ（ビッグムーン大槻） - 『ビックリハウス』に投稿。
- 岡崎京子 - 『ポンプ』に投稿。
- おほしんたろう（マチュピチュ／塩味電気） - 『ファミ通町内会』に投稿。
- 梶原比出樹（梶比樹出原） - 『ジャンプ放送局』に投稿。
- 川島明（麒麟） - 『ファミ通町内会』に投稿。地元・京都の放送局KBS京都などのラジオ番組にも投稿していた。
- 北本かつら（竜王は生きていた） - 『ジャンプ放送局』に投稿。
- 鮫肌文殊 - 『ビックリハウス』に投稿。
- せきしろ - 『バカはサイレンで泣く』に投稿。
- 中根ケンイチ - 『VOW』に投稿。
- 浜崎達也（吟遊奇人） - 『ジャンプ放送局』に投稿。
- ばらスィー - 『ファミリーコンピュータMagazine』『ファンロード』『月刊コミック電撃大王』などに投稿。
- 町野変丸 - 『ジャンプ放送局』『漫画ホットミルク』に投稿。
- 松本康太 （焼き肉パンチ）- 『京都発!吉本決死隊』などに投稿。
- 八神健（邦宅杉太） - 『ジャンプ放送局』に投稿。
- 吉崎観音 - 『ファンロード』『ゲーメストアイランド』に投稿。
- 吉村智樹 - 『VOW』に投稿。
- ナンシー関 - 『ビックリハウス』に投稿。
- 山里亮太 - 『バカはサイレンで泣く』に投稿。
- 渡辺いっけい - 『ビックリハウス』に投稿。